# Frank Devlin
Frank Patrick Devlin (New York, 10 novembre 1884 – Bronx, 6 gennaio 1938) è stato un maratoneta statunitense.
Devlin partecipò alla maratona ai Giochi olimpici di Saint Louis 1904, dove ottenne l'undicesimo posto.